# Габриел Маринов
Габриел Маринов е български щангист.
Маринов е европейски шампион от първенството в София през 2024 година и бронзов медалист от европейското в Тирана през 2022 година. В Тирана става европейски шампион в изтласкването със 157 килограма. На европейското първенство в Ереван записва нула в двубоя, но печели бронзов медал в изтласкването.
На световното първенство в Богота през 2022 година заема 12-о място с резултат от 279 килограма. В Рияд на следващата година остава 15-ти с 283 кг.

## Спортни постижения
| Година                                                          | Място                                     | Категория (до)                            | С изхвърляне (кг)                         | С изхвърляне (кг)                         | С изхвърляне (кг)                         | С изхвърляне (кг)                         | С изтласкване (кг)                        | С изтласкване (кг)                        | С изтласкване (кг)                        | С изтласкване (кг)                        | Общо                                      | Място                                     |
| Година                                                          | Място                                     | Категория (до)                            | 1                                         | 2                                         | 3                                         | Място                                     | 1                                         | 2                                         | 3                                         | Място                                     | Общо                                      | Място                                     |
| Състезател на България                                          | Състезател на България                    | Състезател на България                    | Състезател на България                    | Състезател на България                    | Състезател на България                    | Състезател на България                    | Състезател на България                    | Състезател на България                    | Състезател на България                    | Състезател на България                    | Състезател на България                    | Състезател на България                    |
| Световно първенство по вдигане на тежести                       | Световно първенство по вдигане на тежести | Световно първенство по вдигане на тежести | Световно първенство по вдигане на тежести | Световно първенство по вдигане на тежести | Световно първенство по вдигане на тежести | Световно първенство по вдигане на тежести | Световно първенство по вдигане на тежести | Световно първенство по вдигане на тежести | Световно първенство по вдигане на тежести | Световно първенство по вдигане на тежести | Световно първенство по вдигане на тежести | Световно първенство по вдигане на тежести |
| --------------------------------------------------------------- | ----------------------------------------- | ----------------------------------------- | ----------------------------------------- | ----------------------------------------- | ----------------------------------------- | ----------------------------------------- | ----------------------------------------- | ----------------------------------------- | ----------------------------------------- | ----------------------------------------- | ----------------------------------------- | ----------------------------------------- |
| 2022                                                            | Богота, Колумбия                          | 61 кг                                     | 121                                       | 124                                       | 126                                       | 14                                        | 155                                       | 159                                       | 161                                       | 12                                        | 279                                       | 12                                        |
| 2023                                                            | Рияд, Саудитска Арабия                    | 61 кг                                     | 120                                       | 123                                       | 124                                       | 21                                        | 155                                       | 161                                       | 163                                       | 9                                         | 283                                       | 15                                        |
| Европейско първенство по вдигане на тежести                     |                                           |                                           |                                           |                                           |                                           |                                           |                                           |                                           |                                           |                                           |                                           |                                           |
| 2022                                                            | Тирана, Албания                           | 61 кг                                     | 116                                       | 119                                       | 122                                       | 6                                         | 151                                       | 157                                       | 157                                       | 1                                         | 279                                       | 1                                         |
| 2023                                                            | Ереван, Армения                           | 61 кг                                     | 118                                       | 118                                       | 118                                       | -                                         | 148                                       | 154                                       | 156                                       | 1                                         | -                                         | -                                         |
| 2024                                                            | София, България                           | 61 кг                                     | 118                                       | 121                                       | 121                                       | 5                                         | 151                                       | 160                                       | ---                                       | 1                                         | 281                                       | 1                                         |
| Европейско първенство по вдигане на тежести за юноши и девойки  |                                           |                                           |                                           |                                           |                                           |                                           |                                           |                                           |                                           |                                           |                                           |                                           |
| 2021                                                            | Рованиеми, Финландия                      | 61 кг                                     | 110                                       | 115                                       | 118                                       | 5                                         | 141                                       | 145                                       | 152                                       | 1                                         | 267                                       | 1                                         |
| Европейско първенство по вдигане на тежести за кадети и кадетки |                                           |                                           |                                           |                                           |                                           |                                           |                                           |                                           |                                           |                                           |                                           |                                           |
| 2018                                                            | Сан Донато Миланезе, Италия               | 50 кг                                     | 77                                        | 77                                        | 80                                        | 1                                         | 94                                        | 97                                        | 97                                        | 4                                         | 174                                       | 2                                         |